# Mecillinam
Mecillinam eller amdinocillin är en kemisk förening med formeln C15H23N3O3S. Ämnet är ett penicillinantibiotikum med utökat spektrum av amidinopenicillinklassen som binder specifikt till penicillinbindande protein 2 (PBP2), och anses endast vara aktivt mot gramnegativa bakterier. Det används främst vid behandling av urinvägsinfektioner och har även använts för att behandla tyfoid- och paratyfusfeber. Eftersom mecillinam har mycket låg oral biotillgänglighet, har en oralt aktiv prodrog, pivmecillinam, utvecklats.

## Medicinsk användning
Mecillinam används vid behandling av infektioner på grund av känsliga gramnegativa bakterier, särskilt urinvägsinfektioner som oftast orsakas av Escherichia coli. Mecillinam är aktivt mot de flesta patogena gramnegativa bakterier, förutom Pseudomonas aeruginosa och vissa arter av Proteus. Flera studier har också funnit att det är lika effektivt som andra antibiotika för att behandla Staphylococcus saprophyticus-infektion, även om det är grampositivt, möjligen för att mecillinam når mycket höga koncentrationer i urinen.
Världsomspännande resistens mot mecillinam hos bakterier som orsakar urinvägsinfektion har varit mycket låg sedan dess introduktion. En studie från 2003 utförd i 16 europeiska länder och Kanada fann resistens mellan 1,2 procent (Escherichia coli) till 5,2 procent (Proteus mirabilis). En annan stor studie utförd i Europa och Brasilien gav liknande resultat och visade att 96 procent av E. coli-stammarna, till exempel, var känsliga för mecillinam.

## Säkerhet
Biverkningsprofilen för mecillinam liknar den för andra penicilliner. Dess vanligaste biverkningar är hudutslag och gastrointestinala besvär, såsom illamående och kräkningar.

## Historik
Med kodnamnet FL 1060 utvecklades mecillinam av det danska läkemedelsföretaget Leo Farmaceutiska produkter (numera LEO Pharma). Det beskrevs första gången i den vetenskapliga litteraturen i en artikel från 1972.

## Identifikatorer
- ATC-kod J01CA11
- PubChem 36273
- DrugBank DB01163